# ムラエノサウルス

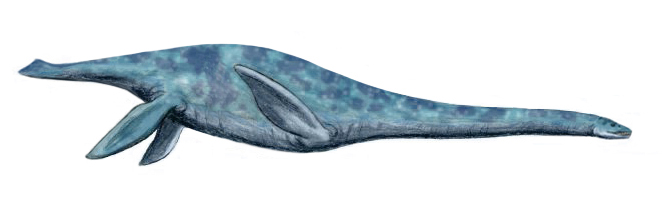
ムラエノサウルス

ムラエノサウルス (英: Muraenosaurus) は、首長竜の属の一つ。クリプトクリドゥス科に属する。イングランド南部のオックスフォード粘土層で発掘された。属名は、ラテン語の"Muraena"（ウナギの意）と"Sauros"（トカゲの意）に由来し、長い首と小さい頭という外見がウナギのようであることからこの名前がついた。ムラエノサウルスは体長 5-6メートルに成長し、ジュラ紀中期カロビアンの1億6,400万年前から1億6,000万年前ごろに生息していた。